# Meledonus latipennis
Meledonus latipennis är en tvåvingeart som beskrevs av Aldrich 1926. Meledonus latipennis ingår i släktet Meledonus och familjen parasitflugor.
Artens utbredningsområde är Kalifornien. Inga underarter finns listade i Catalogue of Life.